# Лазер с ядерной накачкой
Лазер с ядерной накачкой — это лазерное устройство, возбуждение активной среды которого происходит за счёт ионизирующего излучения от ядерных реакций (гамма-кванты, элементарные частицы и осколки деления атомов высоких энергий). Длина волны излучения такого устройства может быть от дальнего ИК-диапазона до рентгеновского. Одним из таких лазеров является рентгеновский лазер с ядерной накачкой, основная энергия лазерного излучения которого генерируется в рентгеновском диапазоне электромагнитного излучения. Существующие рентгеновские лазеры приводятся в действие различными способами, основными из которых являются ядерный либо термоядерный взрыв, инверсное излучение возбуждённых плазменных сред, излучение возбуждённых твердотельных сред либо синхротронное излучение пучка электронов при пролёте через область переменного магнитного поля (FEL-лазер).

## Типы рентгеновских лазеров
- Рентгеновские лазеры с накачкой от ядерного реактора.
- Рентгеновский лазер с накачкой ядерным взрывом

Рентгеновский лазер с возбуждением активной среды с помощью энергии ядерного взрыва является на сегодняшний день одним из наиболее мощных лазерных устройств. Любой такой современный «взрывной» ядерный лазер — устройство одноразового применения, поскольку при взрыве ядерного заряда оно испаряется. Возможным ключом к решению проблемы создания многоразовых ядерных «взрывных» лазеров могло бы стать использование технологии термоядерных микровзрывов, используемой в настоящее время в современных экспериментальных микровзрывных термоядерных реакторах.)

## Области применения
- Космические вооружения (в том числе оружие боевых космических судов и оружие ВКО),
- Противоракетная оборона
- Микроскопия
- Рентгеновская лазерная микроскопия
- Лазерный X-микроскоп

## Теория
При создании коротковолновых лазеров необходимо преодолеть принципиальные трудности. Чтобы осуществлялся эффект усиления электромагнитного излучения при его прохождении через активную среду, необходимо, во-первых, большое количество возбуждённых атомов, готовых испустить кванты вынужденного излучения, а во-вторых, большая вероятность взаимодействия между квантами и этими атомами, обеспечивающая это вынужденное излучение. Коэффициент усиления излучения составляет: K = s (Nвоз — Nосн), где s — сечение взаимодействия квантов с атомами, Nвоз и Nосн — число атомов в возбуждённом и основном состояниях. В условиях термодинамического равновесия Nвоз < Nосн, поэтому поглощение преобладает над вынужденным излучением.
Для получения лазерного эффекта необходимо создать среду с инверсной заселённостью атомов по энергетическим состояниям: Nвоз > Nосн. Кроме этого, из фундаментальных законов квантовой физики следует, что s µ l2. Значит, чем короче длина волны излучения, тем труднее осуществить его квантовое усиление. Поэтому первые такие усилители были созданы в радиодиапазоне (мазеры) в конце 50-х годов. В 60-е годы был построен первый оптический генератор непрерывного действия (гелий-неоновый лазер). Методы нелинейной оптики позволили к середине 70-х годов создать лазеры, работающие в области вакуумного ультрафиолета (возбуждённые неоноподобные атомы) около 1000 А (СССР). К концу 70-х стало ясно, что практически осуществима схема лазера с длиной волны около 10-20 А, на многозарядных ионах (например ионы селена-74) с возбуждением с помощью мощного лазера оптического диапазона (неодимовый лазер). Для рентгеновского диапазона с длиной волны менее 10 А должны быть использованы ядерные переходы, а также эффект Мёссбауэра (излучение квантов в кристаллах без «отдачи» атома, а значит, без смещения частоты излучения вследствие доплер-эффекта).
Для поддержки инверсной заселённости верхних уровней мощность возбуждения должна быть намного больше той, которая рассеивается в виде спонтанного излучения в среде (тепловые потери и др). Как известно, энергия кванта пропорциональна частоте излучения и к, тому же вероятность спонтанного излучения, бесполезно уносящего энергию внешнего источника возбуждения, пропорциональна третьей степени от частоты излучения. Учитывая это, получим, что мощность, необходимая для поддержания инверсной заселённости, W µ n4 µ l-4.Так например для лазеров видимого диапазона с длиной волны около 500 нм, достаточно обеспечить мощность, вводимую в 1 см³ среды около 100—10000 Вт/см³ (лампы-вспышки, хим-е реакции), то для лазера рентгеновского диапазона с длиной волны около 0,5 нм, плотность энергии «накачки» должна быть около 1010—1015 Вт/см2 (!). Такой высокий уровень энергий при «накачке» может быть обеспечен только с помощью ядерного взрыва, либо в фокальном пятне мощного импульсного лазера.

## История разработки
В 1984 году в США была осуществлена генерация лазерного рентгеновского излучения в газовой среде с использованием в качестве источника накачки мощного двухлучевого оптического лазера «NOVETTA» И «NOVA» (Ливермор, Ливерморская национальная лаборатория имени Лоуренса), каждый луч которого имел плотность мощности 5 • 1013 Вт/см² в импульсе длительностью 450 пикосекунд на волне 5320 А. В фокусе лазера помещалась мишень — тончайшая плёнка размером 0,1 × 1,1 см из селена-74 или иттрия. Луч испарял мишень, создавая плазму из неоноподобных ионов этих металлов. Столкновения с электронами в плазме вызывали возбуждение ионов, которое заканчивалось вынужденным излучением на волне 206,3 А и 209,6 А для селена и 155 A — для ионов иттрия. Достигнутый коэффициент усиления превысил 100 млрд раз.
В том же году в лаборатории физики плазмы (Принстон, США) с помощью мощного ИК-лазера на молекулах углекислого газа удалось получить лазерный эффект в углеродной плазме на волне 182 А. Их лазер накачки имел импульсную мощность около 20 ГВт. Пучок лазера был сфокусирован на площади диаметром около 0,2 мм, что и позволило достичь плотности энергии около 1013 Вт/см².В этих экспериментах впервые использовалось для увеличения коэффициента лазерного усиления рентгеновское сферическое зеркало, состоящее из чередующихся слоёв молибдена толщиной 35 A и кремния толщиной 60 A. Каждый молибденовый слой слабо отражает рентгеновские лучи, но отражённые от последовательных слоёв лучи складываются, и вследствие интерференции усиливаются, таким образом коэффициент отражения зеркала нарастает и достигает 62—75 %.
В 1986 году, полностью ионизовав в фокусе мощного лазера атомы фтора, исследователи получили лазерное излучение с длиной волны 80 А. Дальнейшее уменьшение длины волны необходимо для уменьшения угловой расходимости лазерного пучка, и потребует огромных плотностей энергии «накачки», которые можно получить только при ядерном взрыве. Разработки в данном направлении, с целью создания боевого лазера работающего в рентгеновской части спектра велись в США (Э. Теллер, Ливерморская национальная лаборатория). Во время подземных ядерных взрывов в 1983 году (полигон Невада) были проведены оценочные испытания первых рентгеновских лазеров).
В 1983 году было опубликовано первое сообщение об измеренных во время эксперимента параметрах лазерного излучения: длина волны около 14 А, длительность импульса Ј 10−9 с, мощность излучения полученная от рентгеновского лазера при атомном взрыве превысила 400 тераватт (!). Конструкция лазера не была подробно описана, но стало известно, что его рабочим телом были тонкие металлические стержни.
После взрыва ядерного заряда вещество рабочих стержней превращается в полностью ионизованную плазму. Когда температура электронов несколько снижается, и начинается рекомбинация в основном на нижние уровни, происходит излучение в рентгеновской части спектра. 
Для поражения межконтинентальной ракеты, то есть для достижения плотностей энергии около 10—20 кДж/см²на расстоянии до 1000 километров при расходимости луча 10−5, в импульсе такого лазера должна быть энергия ~ 1010 Дж. При КПД лазера около 8—10 % и при расстоянии стержня от ядерного заряда ~ 1 м мощность заряда должна быть около 1015 Дж, или порядка двухсот килотонн тротилового эквивалента. При этом предположительно львиная доля энергии ядерного взрыва пойдёт на испарение рабочих стержней (стержня), и сама струна ориентирована к заряду не торцом, а боковой поверхностью. Однако в литературе на эту тему упоминаются заряды значительно меньшей мощности. Возможно использовать не одну, а несколько десятков (около 50—100) параллельно ориентированных стержней наводимых на цель. Возможно также что инженеры попытаются создать концентратор энергии взрыва на одной струне, используя эффект отражения рентгеновских лучей от кристаллов или многослойные рентгеновские зеркала (с высокими характеристиками отражения), и в этой области предвидится значительный успех.
Современные технологии позволяют создавать достаточно компактные рентгеновские лазеры (массой около 1-2 тонны), удобные для вывода на орбиту с помощью баллистических ракет. Компьютерное управление отдельными стержнями позволит поражать одновременно до нескольких десятков целей, или гарантированно поражать одну. Таким образом, из целого ряда публикаций можно заключить, что рентгеновский лазер при соответствующем развитии технологий способен стать одним из основных инструментов в космических вооружениях и системах противоракетной обороны.
В 1995 году в СМИ появилась информация о создании в Обнинске мощной энергетической установки ОКУЯН. Энергетический макет импульсной реакторно-лазерной системы — оптического квантового усилителя с ядерной накачкой (ОКУЯН) — разработан специалистами ГНЦ РФ ФЭИ для экспериментальной демонстрации уникальных мощностных и энергетических качеств лазеров с ядерной накачкой.
В 2012 году в источнике сообщили о том, что в РФЯЦ-ВНИИТФ (Снежинск) создан газовый лазер с накачкой от ядерного реактора, работающий на атомарном переходе ксенона, с длиной волны 2,03 мкм. Выходная энергия импульса лазерного излучения составила 500 Дж при пиковой мощности 1,3 МВт. Данное устройство самое компактное в пересчёте на используемый объём активной газовой среды (удельная энергия лазерного излучения составила 32 Дж/дм³).